# كعكة الفاكهة
كعكة الفاكهة (بالإنجليزية: Fruitcake)‏ هو كعكة مصنوعة من الفاكهة المجففة أو سكاكر الفاكهة، والمكسرات، والتوابل، وقد يتم وضعه في مشروبات روحية. توجد أنواع غنية المكونات والمذاق في المملكة المتحدة تأتي مُزينة من الخارج.
عادة ما يتم تقديم كعكة الفاكهة احتفالا بالأفراح أو عيد الميلاد. عادة ما يتم تناول هذا النوع من الكعكات بدون أي إضافات (مثل الزبد أو القشدة) وذلك بسبب مكوناته الغنية.